# Aplocera scotica
Aplocera scotica là một loài bướm đêm trong họ Geometridae.